# Paihia
Paihia è la principale località turistica della baia delle Isole, nell'estremo nord dell'Isola del Nord della Nuova Zelanda. Situata a circa 60 chilometri a nord di Whangarei, Paihia è vicina alle storiche cittadine di Russell e Kerikeri. In origine il missionario Henry Williams aveva dato il nome di Marsden's Vale alla missione che sarebbe in seguito diventata Paihia.
La popolazione di Paihia si attestava sui 2 010 abitanti a giugno 2018, con incremento di 240 unità rispetto al censimento del 2006. Il censimento del 2001 aveva invece registrato la presenza di 1 839 abitanti.

## Geografia fisica

### Clima
Paihia presenta un clima oceanico (Cfb) secondo la classificazione dei climi di Köppen, sebbene le piogge siano più frequenti nella stagione invernale. È tuttavia sottoposta a forti influenze subtropicali, tanto che il suo clima è classificato come subtropicale nella classificazione dei climi di Trewartha per via delle sue calde temperature. Quella di Paihia è, tra l'altro, la stazione climatica più mite di tutta la Nuova Zelanda.